# トヨタ・M20A-FXS
トヨタ・M20A-FXSは、トヨタ自動車のエンジン（ICE）の内の一つで、同社のダイナミックフォースエンジンの一環として開発された。初搭載は、2018年11月発売のUX。Fは実用DOHC、Xはハイブリッド専用ミラーサイクル、Sは筒内噴射を意味している。

## 概要
直列4気筒2,000 cc横置きDOHC16バルブ自然吸気ガソリンエンジンで、同じく2,000 cc、直列4気筒DOHC16バルブガソリンエンジンである3ZR-FAEの後継にあたるコンベンショナル車専用エンジン。トヨタ自動車はTNGAを推進しており、2,000ccクラスで初めてのTNGA設計のエンジンがこのM20A-FXSエンジンとM20A-FKSである。
最大熱効率は40 %である。

## 系譜
- エンジン型式一覧の自動車用エンジンの系譜を参照。

## 搭載車種
- トヨタ・カローラクロス - （MXGH15）
- トヨタ・プリウス - （MXWH6#）
- トヨタ・C-HR - （MAXH2#・海外専売)
- レクサス・UX - （MZAH1#）